# Tonårsbruden
Tonårsbruden var ett stående inslag i Morgonpasset i Sveriges Radio P3. Hon älskar Eminem, tycker till om allt ifrån politiker, via kungafamiljen till tv-spel. Hon och hennes kusin Singeltjejen är en skapelse av författaren Sandra Löv. 
Tonårsbruden dök upp för första gången i radioprogrammet Blondie i slutet av 90-talet.
En bok med Tonårsbruden, "Tonårsbruden lexikon", med texter i samma stil som i radio gavs ut av ETC förlag hösten 2004.